# Неліпинська сільська рада
| Неліпинська сільська рада — орган місцевого самоврядування у Свалявському районі Закарпатської області з адміністративним центром у с. Неліпино. Сільській раді підпорядковані населені пункти: - с. Неліпино - с. Вовчий - с. Сасівка |

## Склад ради
Рада складається з 25 депутатів та голови.

## Керівний склад сільської ради
| ПІБ                     | Основні відомості                                                 | Дата обрання | Дата звільнення |
| ----------------------- | ----------------------------------------------------------------- | ------------ | --------------- |
| Мадяр Василь Васильович | Сільський голова, 1963 року народження, освіта, безпартійний      | 26.03.2006   | 31.10.2010      |
| Мадяр Василь Васильович | Сільський голова, 1963 року народження, освіта вища, безпартійний | 31.10.2010   |                 |

Примітка: таблиця складена за даними джерела

## Населення
Згідно з переписом УРСР 1989 року чисельність наявного населення сільської ради становила 5090 осіб, з яких 2527 чоловіків та 2563 жінки.
За переписом населення України 2001 року в сільській раді мешкали 5004 особи.

### Мова
Розподіл населення за рідною мовою за даними перепису 2001 року:
| Мова       | Відсоток |
| ---------- | -------- |
| українська | 98,85 %  |
| російська  | 0,52 %   |
| угорська   | 0,12 %   |
| молдовська | 0,04 %   |
| білоруська | 0,02 %   |
| румунська  | 0,02 %   |
| словацька  | 0,02 %   |
| інші       | 0,41 %   |